# Daniel Jarl
Daniel Jarl (born ngày 13 tháng 4 năm 1992) là một cầu thủ bóng đá người Thụy Điển thi đấu cho IK Sirius ở vị trí hậu vệ.
Jarl ra mắt tại Allsvenskan cho Djurgårdens IF ngày 30 tháng 7 năm 2011 khi đá chính trước Malmö FF.